# Leiodytes camerunensis
Leiodytes camerunensis är en skalbaggsart som beskrevs av Olof Biström 1987. Leiodytes camerunensis ingår i släktet Leiodytes och familjen dykare. Inga underarter finns listade i Catalogue of Life.